# Явное
Явное (укр. Явне) — село на Украине, находится в Барановском районе Житомирской области.
Код КОАТУУ — 1820687603. Население по переписи 2001 года составляет 255 человек. Почтовый индекс — 12727. Телефонный код — 4144. Занимает площадь 1,122 км².

## Адрес местного совета
12726, Житомирская область, Барановский р-н, с.Ялышев